# 布莱恩·皮帕尔德
布莱恩·皮帕尔德爵士（英語：Sir Alfred Brian Pippard，1920年9月7日—2008年9月21日）是一位英国物理学家，曾任剑桥大学卡文迪许物理学教授（1971–1984）和剑桥大学克莱尔学堂第一任院长。